# Turul Elveției 2016
Turul Elveției 2016 a fost cea de a 80-a ediție a Turului Elveției, cursă de ciclism pe etape. Cele nouă etape ale cursei au început în Baar pe 11 iunie și s-au încheiat în Davos pe 19 iunie fiind a șaptesprezecea din cele douăzeci și opt curse din Circuitul mondial UCI 2016. 

## Echipe
Toate cele 18 echipe din UCI WorldTeams au fost invitate în mod automat și au fost obligate să participe la cursă. Patru echipe au primit wild card-uri.

### Echipe UCI World
| - Ag2r-La Mondiale - Astana - BMC Racing Team - Etixx-Quick Step - FDJ - IAM Cycling - Lampre-Merida - Lotto Soudal - Movistar | - Orica-GreenEDGE - Cannondale-Garmin - Giant-Alpecin - Team Katusha - LottoNL–Jumbo - Dimension Data - Team Sky - Tinkoff-Saxo - Trek-Segafredo |  |

### Echipe continentale profesioniste UCI
| - CCC Sprandi Polkowice - Roompot-Oranje Peloton | - Roth - Verva ActiveJet |  |

### Traseu
| Etapa | Dată   | Start – Sosire             | type                  | Distanță (km) | Câștigător          | Liderul global      |
| ----- | ------ | -------------------------- | --------------------- | ------------- | ------------------- | ------------------- |
| 1     | 11 iun | Baar – Baar                | prolog                | 6,4           | Fabian Cancellara   | Fabian Cancellara   |
| 2     | 12 iun | Baar – Baar                | etapă intermediară    | 187,6         | Peter Sagan         | Jürgen Roelandts    |
| 3     | 13 iun | Grosswangen – Rheinfelden  | etapă de plat         | 192,6         | Peter Sagan         | Peter Sagan         |
| 4     | 14 iun | Rheinfelden – Champagne    | etapă de plat         | 193           | Maximiliano Richeze | Peter Sagan         |
| 5     | 15 iun | Brig-Glis – Carì           | etapă de munte        | 126,4         | Darwin Atapuma      | Pierre-Roger Latour |
| 6     | 16 iun | Weesen – Amden             | etapă intermediară    | 162,8         | Pieter Weening      | Wilco Kelderman     |
| 7     | 17 iun | Arbon – Sölden             | etapă de munte        | 224,3         | Tejay van Garderen  | Warren Barguil      |
| 8     | 18 iun | Davos – Davos              | contratimp individual | 16,8          | Jon Izagirre        | Miguel Ángel López  |
| 9     | 19 iun | La Punt Chamues-ch – Davos | etapă de munte        | 57            | Jarlinson Pantano   | Miguel Ángel López  |

## Etape

### Prolog
5 iunie - Les Gets - 4 km (contratimp individual)
| Loc | Concurent         | Echipă          | Timp  |
| --- | ----------------- | --------------- | ----- |
| 1   | Fabian Cancellara | Trek-Segafredo  | 7'38" |
| 2   | Jürgen Roelandts  | Lotto Soudal    | +1"   |
| 3   | Luke Durbridge    | Orica-GreenEDGE | +2"   |
| 4   | Martin Elmiger    | IAM Cycling     | +6"   |
| 5   | Jon Izagirre      | Movistar Team   | +6"   |
| 6   | Tim Wellens       | Lotto Soudal    | +7"   |
| 7   | Johan Le Bon      | FDJ             | +9"   |
| 8   | Silvan Dillier    | BMC Racing Team | +9"   |
| 9   | Gorka Izagirre    | Movistar Team   | +10"  |
| 10  | Wilco Kelderman   | LottoNL–Jumbo   | +10"  |

### Etapa 1
12 iunie - Baar - Baar - 187.6 km 
| Loc | Concurent                   | Echipă           | Timp     |
| --- | --------------------------- | ---------------- | -------- |
| 1   | Peter Sagan                 | Tinkoff-Saxo     | 4h35'19" |
| 2   | Maximiliano Richeze         | Etixx-Quick Step | a.t.     |
| 3   | Michael Matthews            | Orica-GreenEDGE  | a.t.     |
| 4   | Magnus Cort                 | Orica-GreenEDGE  | a.t.     |
| 5   | Jurgen Roelandts            | Lotto Soudal     | a.t.     |
| 6   | Jasper Stuyven              | Trek-Segafredo   | a.t.     |
| 7   | Danny van Poppel            | Team Sky         | +3"      |
| 8   | Reinardt Janse van Rensburg | IAM Cycling      | +3"      |
| 9   | Sven Erik Bystrom           | Team Katusha     | +3"      |
| 10  | Tom Van Asbroeck            | LottoNL–Jumbo    | +3"      |

| Loc | Concurent         | Echipă          | Timp     |
| --- | ----------------- | --------------- | -------- |
| 1   | Jürgen Roelandts  | Lotto Soudal    | 4h42'56" |
| 2   | Fabian Cancellara | Trek-Segafredo  | +1"      |
| 3   | Luke Durbridge    | Orica-GreenEDGE | +6"      |
| 4   | Peter Sagan       | Tinkoff-Saxo    | +10"     |
| 5   | Martin Elmiger    | IAM Cycling     | +10"     |
| 6   | Jon Izagirre      | Movistar Team   | +10"     |
| 7   | Tim Wellens       | Lotto Soudal    | +11"     |
| 8   | Johan Le Bon      | FDJ             | +13"     |
| 9   | Silvan Dillier    | BMC Racing Team | +13"     |
| 10  | Gorka Izagirre    | Movistar Team   | +14"     |

### Etapa a 2-a
13 iunie - Grosswangen - Rheinfelden - 192.6 km 
| Loc | Concurent               | Echipă           | Timp     |
| --- | ----------------------- | ---------------- | -------- |
| 1   | Peter Sagan             | Tinkoff-Saxo     | 4h31'17" |
| 2   | Michael Albasini        | Orica-GreenEDGE  | a.t.     |
| 3   | Silvan Dillier          | BMC Racing Team  | a.t.     |
| 4   | Maximiliano Richeze     | Etixx-Quick Step | +3"      |
| 5   | Jurgen Roelandts        | Lotto Soudal     | +3"      |
| 6   | Jhonatan Restrepo       | Team Katusha     | +3"      |
| 7   | Michael Matthews        | Orica-GreenEDGE  | +3"      |
| 8   | Rui Costa               | Lampre-Merida    | +3"      |
| 9   | Simon Geschke           | Giant-Alpecin    | +3"      |
| 10  | Christopher Juul Jensen | Orica-GreenEDGE  | +3"      |

| Loc | Concurent        | Echipă          | Timp     |
| --- | ---------------- | --------------- | -------- |
| 1   | Peter Sagan      | Tinkoff-Saxo    | 9h14'13" |
| 2   | Jürgen Roelandts | Lotto Soudal    | +3"      |
| 3   | Silvan Dillier   | BMC Racing Team | +3"      |
| 4   | Jon Izagirre     | Movistar Team   | +13"     |
| 5   | Tim Wellens      | Lotto Soudal    | +14"     |
| 6   | Gorka Izagirre   | Movistar Team   | +17"     |
| 7   | Wilco Kelderman  | LottoNL–Jumbo   | +17"     |
| 8   | Michael Matthews | Orica-GreenEDGE | +18"     |
| 9   | Geraint Thomas   | Team Sky        | +19"     |
| 10  | Simon Geschke    | Giant-Alpecin   | +20"     |

### Etapa a 3-a
14 iunie - Rheinfelden - Champagne - 193 km 
| Loc | Concurent           | Echipă                 | Timp     |
| --- | ------------------- | ---------------------- | -------- |
| 1   | Maximiliano Richeze | Etixx-Quick Step       | 5h08'21" |
| 2   | Fernando Gaviria    | Etixx-Quick Step       | a.t.     |
| 3   | Peter Sagan         | Tinkoff-Saxo           | a.t.     |
| 4   | Tom Van Asbroeck    | LottoNL–Jumbo          | +2"      |
| 5   | Jasper Stuyven      | Trek-Segafredo         | +2"      |
| 6   | Magnus Cort         | Orica-GreenEDGE        | +2"      |
| 7   | Raymond Kreder      | Roompot–Oranje Peloton | +2"      |
| 8   | Andrea Pasqualon    | Roth                   | +2"      |
| 9   | Jurgen Roelandts    | Lotto Soudal           | +3"      |
| 10  | Warren Barguil      | Giant-Alpecin          | +2"      |

| Loc | Concurent           | Echipă           | Timp      |
| --- | ------------------- | ---------------- | --------- |
| 1   | Peter Sagan         | Tinkoff-Saxo     | 14h22'30" |
| 2   | Jürgen Roelandts    | Lotto Soudal     | +9"       |
| 3   | Silvan Dillier      | BMC Racing Team  | +9"       |
| 4   | Maximiliano Richeze | Etixx-Quick Step | +17"      |
| 5   | Jon Izagirre        | Movistar Team    | +19"      |
| 6   | Tim Wellens         | Lotto Soudal     | +20"      |
| 7   | Gorka Izagirre      | Movistar Team    | +23"      |
| 8   | Wilco Kelderman     | LottoNL–Jumbo    | +23"      |
| 9   | Michael Matthews    | Orica-GreenEDGE  | +24"      |
| 10  | Geraint Thomas      | Team Sky         | +25"      |

### Etapa a 4-a
15 iunie - Brig-Glis - Cari - 126,4 km 
| Loc | Concurent          | Echipă           | Timp     |
| --- | ------------------ | ---------------- | -------- |
| 1   | Darwin Atapuma     | BMC Racing Team  | 3h31'52" |
| 2   | Warren Barguil     | Giant-Alpecin    | +4"      |
| 3   | Pierre Latour      | Ag2r-La Mondiale | +7".     |
| 4   | Tejay van Garderen | BMC Racing Team  | +9"      |
| 5   | Wilco Kelderman    | LottoNL–Jumbo    | +9"      |
| 6   | Geraint Thomas     | Team Sky         | +12"     |
| 7   | Andrew Talansky    | Cannondale       | +12"     |
| 8   | Rui Costa          | Lampre-Merida    | +16"     |
| 9   | Michele Scarponi   | Astana           | +16"     |
| 10  | Miguel Angel Lopez | Astana           | +16"     |

| Loc | Concurent          | Echipă           | Timp      |
| --- | ------------------ | ---------------- | --------- |
| 1   | Pierre Latour      | Ag2r-La Mondiale | 18h04'54" |
| 2   | Wilco Kelderman    | LottoNL–Jumbo    | +0"       |
| 3   | Geraint Thomas     | Team Sky         | +5"       |
| 4   | Warren Barguil     | Giant-Alpecin    | +16"      |
| 5   | Tejay van Garderen | BMC Racing Team  | +18"      |
| 6   | Andrew Talansky    | Cannondale       | +19"      |
| 7   | Gorka Izagirre     | Movistar Team    | +27"      |
| 8   | Jon Izagirre       | Movistar Team    | +30"      |
| 9   | Miguel Angel Lopez | Astana           | +35"      |
| 10  | Jarlinson Pantano  | IAM Cycling      | +35"      |

### Etapa a 5-a
16 iunie - Wessen - Amden - 126,4 km 
| Loc | Concurent           | Echipă                 | Timp     |
| --- | ------------------- | ---------------------- | -------- |
| 1   | Pieter Weening      | Roompot-Oranje Peloton | 4h33'47" |
| 2   | Maximiliano Richeze | Etixx-Quick Step       | +2'37"   |
| 3   | Maciej Paterski     | CCC Sprandi Polkowice  | +3'57"   |
| 4   | Kristjan Koren      | Cannondale             | +4'13"   |
| 5   | Wilco Kelderman     | LottoNL–Jumbo          | +4'31"   |
| 6   | Andrew Talansky     | Cannondale             | +4'31"   |
| 7   | Warren Barguil      | Giant-Alpecin          | +4'31"   |
| 8   | Jon Izagirre        | Movistar Team          | +4'35"   |
| 9   | Miguel Angel Lopez  | Astana                 | +4'36"   |
| 10  | Simon Špilak        | Team Katusha           | +4'39"   |

| Loc | Concurent          | Echipă           | Timp      |
| --- | ------------------ | ---------------- | --------- |
| 1   | Wilco Kelderman    | LottoNL–Jumbo    | 22h43'12" |
| 2   | Warren Barguil     | Giant-Alpecin    | +16"      |
| 3   | Andrew Talansky    | Cannondale       | +19"      |
| 4   | Jon Izagirre       | Movistar Team    | +34"      |
| 5   | Miguel Angel Lopez | Astana           | +39"      |
| 6   | Pierre Latour      | Ag2r-La Mondiale | +51"      |
| 7   | Simon Špilak       | Team Katusha     | +52"      |
| 8   | Geraint Thomas     | Team Sky         | +56"      |
| 9   | Gorka Izagirre     | Movistar Team    | +59"      |
| 10  | Jarlinson Pantano  | IAM Cycling      | +1'3"     |

### Etapa a 6-a
17 iunie - Arbon - Sölden, Austria - 224,3 km 
| Loc | Concurent          | Echipă                | Timp     |
| --- | ------------------ | --------------------- | -------- |
| 1   | Tejay van Garderen | BMC Racing Team       | 6h26'13" |
| 2   | Miguel Angel Lopez | Astana                | +16"     |
| 3   | Warren Barguil     | Giant-Alpecin         | +16"     |
| 4   | Jarlinson Pantano  | IAM Cycling           | +31"     |
| 5   | Andrew Talansky    | Cannondale            | +33"     |
| 6   | Simon Špilak       | Team Katusha          | +43"     |
| 7   | Rui Costa          | Lampre-Merida         | +49"     |
| 8   | Jon Izagirre       | Movistar Team         | +49"     |
| 9   | Víctor de la Parte | CCC Sprandi Polkowice | +59"     |
| 10  | Jan Hirt           | CCC Sprandi Polkowice | +59"     |

| Loc | Concurent          | Echipă          | Timp      |
| --- | ------------------ | --------------- | --------- |
| 1   | Warren Barguil     | Giant-Alpecin   | 29h09'53" |
| 2   | Miguel Angel Lopez | Astana          | +21"      |
| 3   | Andrew Talansky    | Cannondale      | +24"      |
| 4   | Jon Izagirre       | Movistar Team   | +55"      |
| 5   | Jarlinson Pantano  | IAM Cycling     | +1'06"    |
| 6   | Simon Špilak       | Team Katusha    | +1'07"    |
| 7   | Tejay van Garderen | BMC Racing Team | +1'31"    |
| 8   | Geraint Thomas     | Team Sky        | +1'36"    |
| 9   | Wilco Kelderman    | LottoNL–Jumbo   | +1'39"    |
| 10  | Rui Costa          | Lampre-Merida   | +1'55"    |

### Etapa a 7-a
18 iunie - Davos - 16,8 km (contratimp individual)
| Loc | Concurent            | Echipă          | Timp   |
| --- | -------------------- | --------------- | ------ |
| 1   | Jon Izagirre         | Movistar Team   | 21'31" |
| 2   | Miguel Angel Lopez   | Astana          | +18"   |
| 3   | Fabian Cancellara    | Trek-Segafredo  | +19"   |
| 4   | Wilco Kelderman      | LottoNL–Jumbo   | +21"   |
| 5   | Andrew Talansky      | Cannondale      | +23"   |
| 6   | Jonathan Castroviejo | Movistar Team   | +24"   |
| 7   | Jarlinson Pantano    | IAM Cycling     | +25"   |
| 8   | Michael Matthews     | Orica-GreenEDGE | +25"   |
| 9   | Geraint Thomas       | Team Sky        | +33"   |
| 10  | Tejay van Garderen   | BMC Racing Team | +34"   |

| Loc | Concurent          | Echipă          | Timp      |
| --- | ------------------ | --------------- | --------- |
| 1   | Miguel Angel Lopez | Astana          | 29h32'03" |
| 2   | Andrew Talansky    | Cannondale      | +8"       |
| 3   | Jon Izagirre       | Movistar Team   | +16"      |
| 4   | Warren Barguil     | Giant-Alpecin   | +18"      |
| 5   | Jarlinson Pantano  | IAM Cycling     | +52"      |
| 6   | Wilco Kelderman    | LottoNL–Jumbo   | +1'21"    |
| 7   | Tejay van Garderen | BMC Racing Team | +1'26"    |
| 8   | Geraint Thomas     | Team Sky        | +1'30"    |
| 9   | Simon Špilak       | Team Katusha    | +1'31"    |
| 10  | Rui Costa          | Lampre-Merida   | +2'09"    |

### Etapa a 8-a
19 iunie - La Punt - Davos - 57 km 
| Loc | Concurent          | Echipă                | Timp   |
| --- | ------------------ | --------------------- | ------ |
| 1   | Jarlinson Pantano  | IAM Cycling           | 21'31" |
| 2   | Sergey Chernetskiy | Team Katusha          | a.t.   |
| 3   | Jon Izagirre       | Movistar Team         | a.t.   |
| 4   | Miguel Angel Lopez | Astana                | a.t.   |
| 5   | Tejay van Garderen | BMC Racing Team       | a.t.   |
| 6   | Rui Costa          | Lampre-Merida         | a.t.   |
| 7   | Warren Barguil     | Giant-Alpecin         | a.t.   |
| 8   | Andrew Talansky    | Cannondale            | +56"   |
| 9   | Víctor de la Parte | CCC Sprandi Polkowice | +56"   |
| 10  | Joe Dombrowski     | Cannondale            | +56"   |

| Loc | Concurent          | Echipă          | Timp      |
| --- | ------------------ | --------------- | --------- |
| 1   | Miguel Angel Lopez | Astana          | 30h55'58" |
| 2   | Jon Izagirre       | Movistar Team   | +12"      |
| 3   | Warren Barguil     | Giant-Alpecin   | +18"      |
| 4   | Jarlinson Pantano  | IAM Cycling     | +42"      |
| 5   | Andrew Talansky    | Cannondale      | +1'04"    |
| 6   | Tejay van Garderen | BMC Racing Team | +1'26"    |
| 7   | Rui Costa          | Lampre-Merida   | +2'09"    |
| 8   | Wilco Kelderman    | LottoNL–Jumbo   | +2'38"    |
| 9   | Simon Špilak       | Team Katusha    | +2'48"    |
| 10  | Sergey Chernetskiy | Team Katusha    | +5'08"    |